# Inedia
La inedia (palabra procedente del latín in «no» y edo «comer»), también llamada respiracionismo y aerivorismo, es la abstinencia de alimentos durante un tiempo superior al que puede resistir el cuerpo humano.  Se suele emplear en referencia al supuesto ayuno absoluto místico de los ascetas. 
En la Antigua Grecia y en Roma era un método de suicidio de personas de alto rango. En la antigüedad ya se conocía que una persona no podía sobrevivir más de siete días sin comer ni beber. Los creyentes en el respiracionismo afirman que los alimentos y el agua no son necesarios, y que es posible sostenerse exclusivamente por el prana del aire a través de la respiración, que según los creyentes hinduistas contiene una fuerza vital; otros aseguran que se puede vivir mediante la energía de la luz solar.
La precursora más célebre del respiracionismo es la predicadora australiana Ellen Greve, más conocida por su sobrenombre Jasmuheen.
Su práctica es peligrosa para la salud y hay constancia de que ha producido al menos 4 muertes en los últimos 20 años.
La difusión de esta práctica, en su libro "Viviendo de la luz", le mereció a Ellen Greve (Jasmuheen) el Premio Ig Nobel de Literatura en 2000.

## Muertes por inedia
Desde finales del siglo XX se han producido varias muertes por seguir el respiracionismo. La última víctima conocida fue una mujer suiza de 50 años, identificada con el seudónimo Anna Gut, quien en 2012 fue encontrada muerta por sus hijos un mes después de haber declarado seguir la abstinencia. Había visto la película Vivir de la luz y estaba leyendo el libro de la respiracionista australiana Ellen Greve, conocida como Jasmuheen. La autopsia reveló que había muerto de hambre, esto es, de caquexia, descartando cualquier otra causa.
Antes de ella, otras tres personas habían fallecido por seguir las prácticas. En marzo de 1997, Timo Degen, de 31 años de edad murió en Múnich a causa de un colapso circulatorio. La neozelandesa Lani Morris sufrió un derrame cerebral a los 53 años de edad, en 1998, por la pérdida de líquidos causada por el radical ayuno, que incluso prescribe escupir la propia saliva hasta la segunda semana. Unos días más tarde murió en un hospital de Melbourne. La australiana Verity Linn, de 49 años, fue encontrada muerta en septiembre de 1999 en Escocia con una deshidratación grave. En su diario, Linn expresaba su rechazo a comer o beber, creyendo que con ello lograría la "limpieza espiritual" de su cuerpo y la "recarga física y mental", siguiendo las recomendaciones de la misma obra de Jasmuheen que también fue hallada junto a su cuerpo.

## Promotores del respiracionismo

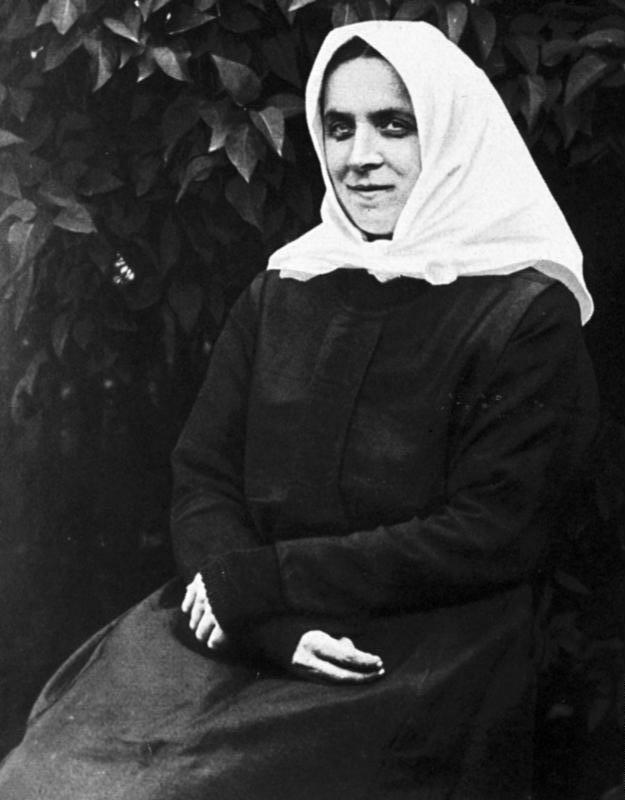
Teresa Neumann.

### Teresa Neumann
Según declaraban sus seguidores, Teresa Neumann solo tomaba unas gotas de agua en una cucharilla; más adelante, ni siquiera eso. Sin embargo, ningún investigador escéptico pudo corroborarlo. 

#### Estudio de caso
En 1927, el Doctor Otto Seidl informó al Ordinariato Diocesano de Ratisbona que Neumann no mostró ninguna ingesta de alimentos durante una supervisión de 14 días realizada por cuatro monjas. Sin embargo, las mediciones de peso y los análisis de orina sugirieron lo contrario, lo que llevó a Seidl a diagnosticar histeria. Curiosamente, se rechazaron más ensayos clínicos.

### Prahlad Jani
El indio Prahlad Jani —conocido como Mataji (madrecita) porque en su juventud se vestía como mujer para adorar a la diosa Amba— asegura que ha vivido desde su niñez sin comer ni beber.
Jani asegura haber sido bendecido por la naturaleza a los 8 años y que desde entonces no ingiere alimentos ni agua porque tiene un agujero en su paladar, por donde, según él, se filtran gotas de agua.

#### Estudio de caso y críticas
En noviembre de 2003 Prahlad Jani fue observado durante nueve días en un hospital indio por un equipo de médicos, a fin de verificar que no ingería agua ni alimentos, ni tampoco orinaba ni defecaba. La investigación estuvo a cargo de Sudhir V. Shah, del Ministerio de Defensa indio y presidente de la asociación paracientífica y religiosa de médicos jainistas — religión que profesa Prahlad Jani— , que buscó determinar si Jani tiene cualidades especiales y puede vivir del aire. Según sus conclusiones, no se trata de un fraude.
Pero ni en aquella ocasión, ni en una repetición posterior, en 2008, se permitió que personal independiente comprobara la veracidad de las aseveraciones del fakir ni asistiera para controlar el desarrollo de la observación. Los resultados no fueron publicados en ninguna revista científica, — el estudio se encuentra en la web de Sudhir V. Shah—  y los trabajos de Sudhir Shah se han dirigido únicamente al estudio del jainismo y sus aseveraciones.
Aunque no se le permitió estar presente en el experimento, Sanal Edamaruku, de la Asociación Racionalista India, pudo evidenciar varios defectos durante la observación que habrían permitido a Jani alimentarse a escondidas. Así, las cámaras de vigilancia tienen puntos ciegos, a los que Jani se dirige en repetidas ocasiones, se le permite recibir visitas de sus seguidores, puede abandonar la habitación para tomar baños de sol y sus sesiones de baño y gárgaras no son vigiladas suficientemente.

### Ellen Greve
La promotora más célebre del respiracionismo es la predicadora australiana Ellen Greve, más conocida por su sobrenombre Jasmuheen, una ex empresaria de Brisbane que sostiene que no ha comido nada durante cinco años a excepción de algunas ocasionales galletas de chocolate. Asegura que se nutre por la "energía pránica" en la atmósfera y ha conseguido una fortuna con sus conferencias y la venta de sus libros, donde exponen las maravillas de "vivir de la luz".
En 1999 fue retada por el programa televisivo australiano 60 Minutes a un seguimiento para demostrar que verdaderamente no necesitaba alimentarse. Fue recluida en una habitación de un hotel y vigilada, y Berris Wenck, presidente de la división de Queensland de la Australian Medical Association revisaba su estado de salud. Jasmuheen se deshidrató y perdió peso. A los cuatro días, siguiendo el consejo del Dr. Wenck, el programa abandonó el seguimiento. Ellen declaró que la contaminación que llegaba desde la calle limitaba los nutrientes que podía obtener del aire fresco.